# PCHL 1937/38
Die Saison 1937/38 war die fünfte reguläre Saison der Pacific Coast Hockey League (PCHL). Meister wurden die Seattle Seahawks.

## Modus
Während der regulären Saison bestritten die vier Teams der Liga je 42 Spiele. Für einen Sieg erhielt jede Mannschaft zwei Punkte, bei einem Unentschieden gab es ein Punkt und bei einer Niederlage null Punkte.

## Reguläre Saison

### Tabelle
Abkürzungen: GP = Spiele, W = Siege, L = Niederlagen, T = Unentschieden, GF = Erzielte Tore, GA = Gegentore, Pts = Punkte
|                    | GP | W  | L  | T | GF  | GA  | Pts |
| ------------------ | -- | -- | -- | - | --- | --- | --- |
| Seattle Seahawks   | 42 | 20 | 14 | 8 | 123 | 100 | 48  |
| Vancouver Lions    | 42 | 19 | 18 | 5 | 87  | 91  | 43  |
| Portland Buckaroos | 42 | 16 | 18 | 8 | 88  | 84  | 40  |
| Spokane Clippers   | 42 | 16 | 21 | 5 | 90  | 113 | 37  |